# Jetlag Productions
Jetlag Productions fue una productora de animación estadounidense de bajo presupuesto que, al igual que el similar estudio Golden Films, ha creado numerosas películas animadas basadas en diferentes cuentos infantiles populares, al igual que algunas producciones originales.  Hechas principalmente para el mercado estadounidense, las películas se producían en Japón y también en Estados Unidos y luego eran lanzadas directamente en el formato VHS a través de la empresa GoodTimes Home Video.  Años después con la llegada del DVD, un nuevo departamento de la misma empresa, GoodTimes Home Entertainment se encargó de lanzarlas en ese formato.  Las diferentes películas fueron dobladas a muchas lenguas y lanzadas por departamentos internaciones de GoodTimes para diferentes países.  En España, las películas de Jetlag Productions fueron lanzadas primero en VHS y luego posteriormente en DVD por la empresa de distribución Manga Films.

## Historia
Fundada por los hermanos Joe, Ken y Stan Cayre, el propósito de la nueva compañía era continuar la serie de "clásicos animados" para GoodTimes comenzada por la compañía Golden Films desde 1991 hasta 1993, una vez que esta pasase sus producciones a Sony Wonder.  La compañía Jetlag Productions comenzó llevando a cabo y participando en la producción de series como "Las nuevas aventuras de He-Man" en 1990 y "Conan el aventurero" en 1992.  Desde 1994 hasta 1996 la compañía pasó a crear adaptaciones animadas de diversos cuentos e historias clásicas y algunas producciones originales; muchas de sus últimas producciones imitaban los grandes lanzamientos del estudio Walt Disney Pictures.  En 1996 Jetlag Productions cerró y los lanzamientos animados de GoodTimes Home Video pasaron a ser producidos por una nueva compañía, Blye Migicovsky Productions, y finalmente por Golden Films una vez más en 1999.

## Listado de títulos
- La Cenicienta (Cinderella, 1994)
- Un cuento de Navidad (A Christmas Carol, 1994)
- El rey león (Leo the Lion: King of the Jungle, 1994)
- El pequeño Happy (Happy, the Littlest Bunny, 1994)
- Pocahontas (Pocahontas, 1994)
- Alicia en el país de las maravillas (Alice in Wonderland, 1995)
- La bella durmiente (Sleeping Beauty, 1995)
- Belleza Negra (Black Beauty, 1995)
- Blancanieves y los siete enanitos (Snow White, 1995)
- Curly, el perrito (Curly, the Littlest Puppy, 1995)
- Heidi (Heidi, 1995)
- Hércules (Hercules, 1995)
- La caperucita roja (Little Red Riding Hood, 1995)
- El libro de la selva (Jungle Book, 1995)
- El muñeco de nieve (Magic Gift of the Snowman, 1995)
- El príncipe cascanueces (The Nutcracker, 1995)
- El jorobado de Notre Dame (The Hunchback of Notre Dame, 1996)